# سورة الهمزة
سورة الهُمَزة هي سورة مكية، من المفصل، آياتها 9، وترتيبها في المصحف 104، في الجزء الثلاثين، بدأت بالدعاء على الذين يعيبون الناس ﴿وَيۡلࣱ لِّكُلِّ هُمَزَةࣲ لُّمَزَةٍ ۝١﴾ [الهمزة:1]، نزلت بعد سورة القيامة.

## نص السورة
نص سورة الهمزة برواية حفص عن عاصم كما في مصحف المدينة النبوية:
أما عن القراءات العشر لسورة الهمزة:
- "جَمَعَ": قرأها ابن عامر وحمزة والكسائي وأبو جعفر وروح وخلف بتشديد الميم على المبالغة، ووافقهم الأعمش, والباقون بتخفيفها.[2]
- "عَدَّدَهُ": قرأ الحسن بتخفيف الدال الأولى، أي: وجمع عدد ذلك المال.[2] والجمهور بشد الدال الأولى.[3]
- "يَحْسَبُ": فتح سين ابن عامر وعاصم وحمزة وأبو جعفر عن ابن محيصن والحسن.[2] وهي لغة تميم. وقرأها نافع وابن كثير وأبو عمرو والكسائي ويعقوب وخلف بكسر السين وهي لغة الحجاز.[3]
- "لَيُنبَذَنَّ": قرأ الحسن بخلاف عنه، وابن محيصن وهارون عن أبي عمرو،[3] بألف وكسر النون على التثنية "لَيُنبَذَان". أي: هو وماله.[2]
- "الأفْئِدَةِ" قراءة حمزة في الوقف بنقل حركة الهمزة إلى الفاء مع حذف الهمزة، وله أيضًا السكت على لام التعريف والنقل أيضًا أي نقل حركة الهمزة الأولى إلى اللام.[4]
- "مُؤْصَدَةٌ": قرأ بالهمز أبو عمرو وحفص وحمزة ويعقوب وخلف, والباقون بالواو.[2]
- "عَمَدٍ" قرأ أبو بكر وحمزة والكسائي وخلف بضم العين والميم "عُمُدٍ"، ووافقهم الحسن والأعمش, والباقون بفتحتين.[2]

### تسميتها وتعدادها
سُميت في المصاحف وفي معظم كتب التفسير بــ(الهُمَزة)؛ لمُناسبَة لفظة الهُمَزة التي جاءت في أول آية، وعنونها في «صحيح البخاري» وبعض التفاسير: «سورة ويل لكل همزة». وذكر الفيروزآبادي في «بصائر ذوي التمييز» أنها تسمى «سورة الحطمة» لوقوع هذه الكلمة فيها. والهُمَزة واللُمَزة بمعنى: الشخص الذي يذكر العيوب ويغتاب. ووقع خلاف في المعنى الدقيق لهما، فقالوا مجموعة: إنّ الهُمَزة هو قول العيب أمام الشخص واللُمَزة هو قول العيب من وراء الشخص، وقيل: العكس.
عدد آيات سورة الهمزة تسع آيات في جميع مدارس عدد الآيات ليس فيها اختلاف. أما عدد كلماتها ثلاث وثلاثون كلمة. وذكر أهل العدَّ على أن عدد حروفها 133حرفًا، ذكر ذلك أبو عمرو الداني، بينما قال الخطيب الشربيني: «هي تسع آيات وثلاثون كلمة ومائة وثلاثون حرفًا».

## مناسبتها للسورة قبلها
ومناسبتها لما قبلها، أنه لما ذكر سبحانه في السورة السابقة أن جميع أفراد الناس منغمسون في الضلال إلا من عصم الله - ذكر هنا بعض صفات أهل الضلال.

## أسباب نزول هذه السورة
- قال عطاء والكلبي: نزلت هذه السورة في الأخنس بن شريق، كان يلمز الناس ويغتابهم وبخاصة رسول الله صلى الله عليه وسلم.
- وقال مقاتل: نزلت في الوليد بن المغيرة، كان يغتاب النبي صلى الله عليه وسلم من ورائه ويطعن فيه في وجهه.
- وقال محمد بن إسحق صاحب السيرة: ما زلنا نسمع أن هذه السورة نزلت في أمية بن خلف.

## شرح المفردات
- ويل : أي خزى وعذاب، وهو لفظ يستعمل في الذم والتقبيح والمراد به التنبيه على قبح ما سيذكر بعد من صفاتهم،
- والهمزة اللمزة : الذي يطعن في أعراض الناس ويظهر عيوبهم ويحقّر أعمالهم، تلذذا بالحط منهم وترفعا عنهم وأصل الهمز: الكسر يقال همز كذا: أي كسره، وأصل اللمز الطعن، يقال لمزه بالرمح: أي طعنه ثم شاع استعمالها فيما ذكرنا، قال زياد الأعجم:

وعن مجاهد وعطاء: الهمزة الذي يغتاب ويطعن في وجه الرجل، واللمزة: الذي يغتاب من خلفه إذا غاب، ومنه قول حسان (حسان بن ثابت):
- عدّده : أي عده مرة بعد أخرى شغفا به،
- أخلده : أي ضمن له الخلود في الدنيا،
- والنبذ : الطرح مع الإهانة والتحقير،
- والحطمة : من الحطم وهو الكسر، يقال رجل حطمة إذا كان شديدا لا يبقى على شيء.

وفي أمثالهم: شرّ الرّعاء الحطمة: أي الذي يحطم ما شيته ويكسرها بشدة سوقها قال:
والمراد بها النار، لأنها تحطم العظام وتأكل اللحوم حتى تهجم على القلوب،
- تطّلع على الأفئدة : أي تعلو أوساط القلوب وتغشاها،
- مؤصدة : أي مطبقة من أوصدت الباب: أي أغلقته قال:

- والعمد : واحدها عمود،
- وممدّدة : أي مطولة من أول الباب إلى آخره.

## تفسير السورة

### منتفسير المراغي
﴿وَيۡلࣱ لِّكُلِّ هُمَزَةࣲ لُّمَزَةٍ ۝١﴾ [الهمزة:1] أي سخط وعذاب من الله لكل طعّان في الناس، أكال للحومهم، مؤذ لهم في غيبتهم أو في حضورهم. ثم ذكر سبب عيبه وطعنه في الناس فقال: ﴿ٱلَّذِی جَمَعَ مَالࣰا وَعَدَّدَهُۥ ۝٢﴾ [الهمزة:2] أي إن الذي دعاه إلى الحط من أقدار الناس والزراية بهم هو جمعه للمال وتعديده مرة بعد أخرى، شغفا به وتلذذا بإحصائه، لأنه يرى أن لا عزّ إلا به، ولا شرف بغيره، فهو كلما نظر إلى كثرة ما عنده ظن أنه بذلك قد ارتفعت مكانته، وهزأ بكل ذي فضل ومزية دونه، ثم هو لا يخشى أن تصيبه قارعة بهمزه ولمزه وتمزيقه أعراض الناس، لأن غروره أنساه الموت، وأعمى بصيرته عن النظر في مآله، والتأمل في أحواله. ثم بين خطأه في ظنه فقال: ﴿يَحۡسَبُ أَنَّ مَالَهُۥۤ أَخۡلَدَهُۥ ۝٣﴾ [الهمزة:3] أي يظن هذا الهماز العياب أن ما عنده من المال قد ضمن له الخلود في الدنيا، وأعطاه الأمان من الموت، فهو لذلك يعمل عمل من يظن أنه باق حيّا أبد الدهر، ولا يعود إلى حياة أخرى يعاقب فيها على ما كسب من سئ الأعمال. وبعد أن توعد من هذه صفاته بشديد العقاب، وأردفه ذكر السبب الذي حمله على ارتكاب هذه الخلال للمقوتة، من ظنه أن ماله يضمن له الأمان من الموت، أعقبه بتفصيل ما أعدّ له من هذا العذاب المحتوم فقال: ﴿كَلَّاۖ لَيُنۢبَذَنَّ فِی ٱلۡحُطَمَةِ ۝٤﴾ [الهمزة:4] أي ازدجر أيها العيّاب عما خيل إليك من أن المال يخلدك ويبقيك، بل الذي ينفع هو العلم وصالح العمل، فإنك والله مطروح في النار لا محالة، لا يؤبه لك ولا ينظر إليك. وأثر عن علي بن أبي طالب من عظة له: يا كميل هلك خزّان المال وهم أحياء، والعلماء باقون ما بقي الدهر، أعيانهم مفقودة، وأمثالهم في القلوب موجودة. يريد أن خزان الأموال ممقوتون مكروهون عند الناس، لأنهم لا ينالون منهم شيئا، أما العلماء فالثناء عليهم مستمر ما بقي على الأرض إنسان ينتفع بعلمهم، ويغترف من بحار فضلهم. ثم أخذ يهوّل أمر هذه النار ويعظم شأنها فقال: ﴿وَمَاۤ أَدۡرَىٰكَ مَا ٱلۡحُطَمَةُ ۝٥﴾ [الهمزة:5] أي إن هذه الحطمة مما لا تحيط بها معرفتك، ولا يقف على حقيقتها عقلك، فلا يعلم شأنها، ولا يقف على كنهها، إلا من أعدها لمن يستحقها. ثم فسر هذه الحطمة بعد إبهامها فقال: ﴿نَارُ ٱللَّهِ ٱلۡمُوقَدَةُ ۝٦﴾ [الهمزة:6] أي إنها النار التي لا تنسب إلا إليه سبحانه، إذ هو الذي أنشأها وأعدها لعقاب العصاة والمذنبين، وفي وصفها بالموقدة إيماء إلى أنها لا تخمد أبدا بل هي ملتهبة التهابا لا يدرك حقيقته إلا من أوجدها. ثم وصفها بأوصاف تخالف نيران الدنيا ليؤكد مخالفتها لها فقال:
1. ﴿ٱلَّتِی تَطَّلِعُ عَلَى ٱلۡأَفۡـِٔدَةِ ۝٧﴾ [الهمزة:7] أي إنها تتغلب على الأفئدة وتقهرها، فتدخل في الأجواف حتى تصل إلى الصدور، فتأكل الأفئدة، والقلب أشد أجزاء البدن تألما، فإذا استولت عليه النار فأحرقته، فقد بلغ العذاب بالإنسان غاية لا يقدرها قدرها. وقد يكون المراد بالاطلاع المعرفة والعلم، وكأن هذه النار تدرك ما في أفئدة الناس يوم البعث، فتميز العاصي عن المطيع، والخبيث عن الطيب، وتفرق بين من اجترحوا السيئات في حياتهم الأولى، ومن أحسنوا أعمالهم، وإنا لنكل أمر ذلك إلى علام الغيوب. وفي وصفها بالاطلاع على الأفئدة التي أودعت باطن الإنسان في أخفى مكان منه - إشارة إلى أنها إلى غيره أشد وصولا وأكثر تغلبا.

(2) ﴿إِنَّهَا عَلَيۡهِم مُّؤۡصَدَةࣱ ۝٨﴾ [الهمزة:8] أي إنها مطبقة عليهم لا يخرجون منها، ولا يستطيعون الخروج إذا شاءوا، فهم ﴿كُلَّمَاۤ أَرَادُوۤاْ أَن يَخۡرُجُواْ مِنۡهَا مِنۡ غَمٍّ أُعِيدُواْ فِيهَا وَذُوقُواْ عَذَابَ ٱلۡحَرِيقِ ۝٢٢﴾ [الحج:22].
(3) ﴿فِی عَمَدࣲ مُّمَدَّدَةِۭ ۝٩﴾ [الهمزة:9] قال مقاتل: إلا الأبواب أطبقت عليهم، ثم شدّت بأوتاد من حديد، فلا يفتح عليهم باب، ولا يدخل عليهم روح ا هـ.
والمراد بذلك تصوير شدة إطباق النار على هؤلاء وإحكامها عليهم، والمبالغة في ذلك ليودع في قلوبهم اليأس من الخلاص منها. وعلينا أن نؤمن بذلك ولا نبحث عن كون العمد من نار أو حديد ولا في أنها تمتد طولا أو عرضا، ولا في أنها مشبهة لعمد الدنيا، بل نكل أمر ذلك إلى الله، لأن شأن الآخرة غير شأن الدنيا، ولم يأتنا خبر من الرسول يبين ذلك، فالكلام فيه قول بلا علم، وافتراء على الله الكذب.
نسأل الله أن يحفظنا من غضبه، وبقينا شر النار الموصدة، بمنه وكرمه.

### من تفسيرفي ظلال القرآن
تعكس هذه السورة صورة من الصور الواقعية في حياة الدعوة في عهدها الأول. وهي في الوقت ذاته نموذج يتكرر في كل بيئة. صورة اللئيم الصغير النفس، الذي يؤتي المال فتسيطر نفسه به، حتى ما يطيق نفسه. يروح يشعر أن المال هو القيمة العليا في الحياة. القيمة التي تهون أمامها جميع القيم وجميع الأقدار، أقدار الناس، وأقدار المعاني، وأقدار الحقائق. وأنه وقد ملك المال فقد ملك كرامات الناس وأقدارهم بلا حساب.
كما يروح يحسب أن هذا المال (إله) قادر على كل شيء، لا يعجز عن فعل شيء، حتى دفع الموت وتخليد الحياة. ودفع قضاء الله وحسابه وجزائه إن كان هناك حساب وجزاء.
ومن ثم ينطلق في هوس بهذا المال (يعده) ويستلذ تعداده. وتنطلق في كيانه نفخة فاجرة، تدفعه إلى الاستهانة بأقدار الناس وكراماتهم. ولمزهم وهمزهم. يعيبهم بلسانه ويسخر منهم بحركاته. سواء بحكاية حركاتهم وأصواتهم، أو بتحقير صفاتهم وسماتهم. بالقول والإشارة، بالغمز واللمز، باللفتة الساخرة والحركة الهازئة.
وهي صورة لئيمة حقيرة من صور النفوس البشرية حين تخلو من المروءة وتعرى من الإيمان. والإسلام يكره هذه الصورة الهابطة من صور النفوس بحكم ترفعه الأخلاقي. وقد نهى عن السخرية بالغمز واللمز والعيب في مواضع شتى. إلا أن ذكرها هنا بهذا التشنيع والتقبيح مع الوعيد والتهديد، يوحي بأنه كان يواجه حالة واقعية من بعض المشركين تجاه رسول الله - صلى الله عليه وسلم - وتجاه المؤمنين. فجاء الرد عليها في صورة الردع الشديد والتهديد الرعيب.
والتهديد يجيء في صورة مشهد من مشاهد القيامة يمثل صورة للعذاب مادية ونفسية، وصورة للنار حسية ومعنوية. وقد لوحظ فيها التقابل بين الجرم وطريقة الجزاء وجو العقاب. فصورة الهمزة اللمزة، الذي يدأب على الهزء بالناس وعلى لمزهم في أنفسهم وأعراضهم، وهو يجمع المال فيظنه كفيلاً بالخلود وصورة هذا المستقوي بالمال، تقابلها صورة (المنبوذ) المهمل المتردي في (الحطمة) والتي تحطم كل ما يلقي إليها، فتحطم كيانه وكبرياءه. وهي (نار الله الموقدة) وإضافتها لله عز وجل وتخصيصها هكذا يوحي بأنها نار فذة، غير معهودة، ويخلع عليها رهبه مفزعة رعيبة. وهي (تطلع) على فؤاده الذي ينبعث منه الهمز واللمز، وتكمن فيه السخرية والكبرياء والغرور. وتكملة لصورة المحطم المنبود المهمل. هذه النار مغلقة عليه، لاينقده منها أحد، ولا يسأل عنه فيها أحد وهو (موثق) فيها إلى عمود كما توثق البهائم بلا احترام، وفي جرس شديد الألفاظ تشديد ( عدده . كلا . تطلع . ممدة ) وفي معاني العبارات توكيد بشتى أساليب التوكيد: (لينبذن في الحطمة . وما أدراك ما الحطمة ؟ نار الله الموقدة) فهذا الإجمال والإيهام. ثم سؤال الاستهوال. ثم الإجابة والبيان. كلها من أساليب التوكيد والتضخيم. وفي التعبير تهديد (ويل . لينبذن . الحطمة . نار الله الموقدة . التي تطلع على الأفئدة . إنها عليهم مؤصدة . في عمد ممدة).
وإنا لنرى في عناية الله بالرد على هذه الصورة معنين كبيرين:
- الأول تقبيح الهبوط الأخلاقي وتبشيع هذه الصورة الهابطة من النفوس.
- والثاني : المنافحة عن المؤمنين وحفظ نفوسهم من أن تتسرب إليها مهانة الإهانة، وإشعارهم بأن الله يرى ما يقع لهم، ويكرهه، ويعاقب عليه. وفي هذا كفاية لدعم أرواح المؤمنين وتثبيت نفوسهم عن الإستعلاء اللئيم للكفار.

## فضلها عند الشيعة
ورد فضائل كثيرة في قراءتها، منها:
- نقل عن جعفر الصادق أنّ من يقرأ سورة الهمزة في صلاةٍ واجبة أُعطي لقارئها ثواب الدنيا.[11]
- ورد في تفسير البرهان عن النبي محمد أنه قال: من قرأ هذه السورة كان له من الأجر بعدد من استهزأ بمحمدٍ وأصحابه، وإن قرئها على العين تعافى بإذن الله[12]

### ثبت المراجع
1. ↑  المصحف الإلكتروني، سورة الهمزة، التعريف بالسورة نسخة محفوظة 31 يناير 2019 على موقع واي باك مشين.
2. 1 2 3 4 5 6  البناء (2006)، ص. 599.
3. 1 2 3  الخطيب (2002)، ج. 10، ص. 575: 580.
4. ↑  القاضي (1981)، ج. 1، ص. 347.
5. ↑  ابن عاشور (1984)، ج. 30، ص. 535.
6. ↑  الطباطبائي (1997)، ج. 20، ص. 358.
7. 1 2 3  الداني (1994)، ص. 288.
8. ↑  الشربيني (1868)، ج. 4، ص. 585.
9. ↑  القرآن الكريم - سورة الحج الآية 22.
10. ↑  في ظلال القرآن - سيد قطب.
11. ↑  الأصفهاني، كشف اللثام، ج 1، ص 223.
12. ↑  البحراني، تفسير البرهان، ج 10، ص 234.

### إحالات المراجع
- الخطيب الشربيني (1868)، السراج المنير في الإعانة على معرفة بعض معاني كلام ربنا الحكيم الخبير، القاهرة: الهيئة العامة لشؤون المطابع الأميرية، OCLC:236016840، QID:Q115641715
- القرطبي (1935)، الجامع لأحكام القرآن، والمبين لما تضمنه من السنة وآي الفرقان: تفسير القرطبي، القاهرة: دار الكتب والوثائق القومية، OCLC:17965928، QID:Q115683910{{استشهاد}}:  صيانة الاستشهاد: ref duplicates default (link)
- عبد الفتاح القاضي (1981)، البدور الزاهرة في القراءات العشر المتواترة (ط. 1)، بيروت: دار الكتاب العربي، OCLC:457123342، QID:Q115641917
- محمد الطاهر بن عاشور (1984)، التحرير والتنوير من التفسير، تونس: الدار التونسية للنشر، OCLC:11603545، QID:Q115641984
- محي الدين درويش (1992)، إعراب القرآن الكريم وبيانه (ط. 3)، دمشق، حمص: اليمامة للطباعة والنشر والتوزيع، دار ابن كثير، دار الإرشاد للشؤون الجامعية، OCLC:4771426697، QID:Q115640897
- أبو عمرو الداني (1994)، البيان في عد آي القرآن، تحقيق: غانم قدوري الحمد (ط. 1)، الكويت: مركز المخطوطات والتراث والوثائق، OCLC:32312189، QID:Q115651867
- محمد حسين الطباطبائي (1997)، الميزان في تفسير القرآن، مؤسسة الأعلمي للمطبوعات، OCLC:46655936، QID:Q120472649
- ابن عادل الحنبلي (1998)، اللباب في علوم الكتاب، تحقيق: عادل أحمد عبد الموجود، علي محمد معوض (ط. 1)، بيروت: دار الكتب العلمية، OCLC:714395326، QID:Q115730072
- ابن كثير الدمشقي (1998)، تفسير القرآن العظيم: تفسير ابن كثير، تحقيق: محمد حسين شمس الدين (ط. 1)، بيروت: دار الكتب العلمية، OCLC:914363003، QID:Q115701544
- فخر الدين الرازي (2000)، مفاتيح الغيب: تفسير فخر الدين الرازي (ط. 3)، بيروت: دار إحياء التراث العربي، OCLC:1158766639، QID:Q115730115
- محمد بن جرير الطبري (2001)، جامع البيان عن تأويل آي القرآن: تفسير الطبري، تحقيق: عبد الله بن عبد المحسن التركي (ط. 1)، القاهرة: هجر للطباعة والنشر والتوزيع والإعلان، OCLC:1103746918، QID:Q97221368
- عبد اللطيف الخطيب (2002)، معجم القراءات، دمشق: دار سعد الدين للطباعة والنشر، OCLC:48978719، QID:Q134040972
- سيد قطب (2003)، في ظلال القرآن (ط. 32)، القاهرة: دار الشروق، QID:Q127172787
- أحمد الدعاس؛ أحمد حميدان؛ إسماعيل القاسم (2004)، إعراب القرآن الكريم (ط. 1)، دمشق، بيروت: دار النمير، دار الفارابي، OCLC:957327916، QID:Q115640158
- جلال الدين السيوطي (2006). لباب النقول في أسباب النزول (PDF). بيروت: دار الكتاب العربي. ISBN:9953-27-134-8. OCLC:1053839290. QID:Q116996141.
- محمد حسين سلامة (2006). إعراب جزء عم: إعراب وتفسير وبلاغة وأسباب النزول (ط. 1). القاهرة: دار الآفاق العربية. ISBN:977-344-102-4. OCLC:587740694. QID:Q115683765.
- أحمد بن محمد الدمياطي البناء (2006)، إتحاف فضلاء البشر في القراءات الأربعة عشر، بيروت: دار الكتب العلمية، OCLC:4771082828، QID:Q134033272
- محمد بن علي الشوكاني (2007). فَتحُ القَدِير: الجامِع بَين فَنَّيِ الرواية والدِّراية مِن عِلمِ التفسير. مراجعة: يوسف الغوش (ط. 4). بيروت: دار المعرفة للطباعة والنشر. ISBN:9953-420-75-0. QID:Q117717783.
- محمد بن عبد الرحمن الشايع (2011). أسماء سور القرآن الكريم. البحوث العلمية المحكمة (19) (ط. 1). الرياض. ISBN:978-603-8055-27-4. OL:25317555M. QID:Q115615370.{{استشهاد بكتاب}}:  صيانة الاستشهاد: مكان بدون ناشر (link)
- جلال الدين السيوطي (2011)، تفسير الدر المنثور في التفسير بالمأثور، بيروت: دار الفكر للطباعة والنشر والتوزيع، QID:Q117742927

## وصلات خارجية
- سورة الهمزة بقراءة مشاري بن راشد العفاسي
- تفسير سورة الهمزة للشيخ النابلسي.
- سورة الهمزة: تجويدا وتفسيرا - ( موقع Altafsir.com ).